# Rick Hill
Richard Hill, detto Rick (Grand Rapids, 30 dicembre 1946), è un politico statunitense, membro della Camera dei Rappresentanti per lo stato del Montana dal 1997 al 2001.

## Biografia
Nato nel Minnesota Hill si trasferì nel Montana e dopo gli studi entrò in politica con il Partito Repubblicano.
Dopo alcuni piccoli incarichi nel 1996 Hill si candidò alla Camera dei Rappresentanti e venne eletto. Gli elettori lo confermarono per un secondo mandato nel 1998, ma nel 2000 Hill si ritirò per problemi di salute e venne succeduto da Denny Rehberg.
Dopo una lunga pausa dalla scena politica, nel 2012 Hill si candidò alla carica di governatore del Montana e riuscì ad ottenere la nomination repubblicana, ma venne sconfitto dal democratico Steve Bullock.
Sul fronte privato, dopo il divorzio dalla prima moglie Mary gli vennero affidati i tre figli. Hill si risposò poi in seconde nozze nel 1983.